# 美国东方学会杂志
《美国东方学会杂志》（英語：Journal of the American Oriental Society，常缩写作JAOS）或译《美国东方学会期刊》，是由美国东方学会主持出版的一份东方学及汉学学术期刊，创刊号于1843年刊行。现任主编为哈佛大学伊斯兰教法研究者佩里·比尔曼。
该刊在发行之初并非定期发行，而是以不太规则的形式出版。19世纪末开始改为每年一册的形式出版。自1930年代起改为季刊，每年出版四期（每三个月一期）。